# دیتمار هومل
دیتمار هومل (انگلیسی: Dietmar Hummel؛ زادهٔ ۲۰ اکتبر ۱۹۷۳) بازیکن فوتبال اهل آلمان است.
از باشگاه‌هایی که در آن بازی کرده‌است می‌توان به باشگاه فوتبال دینامو درسدن، باشگاه فوتبال کارلسروهه، باشگاه فوتبال فرایبورگ، و باشگاه فوتبال مانهایم اشاره کرد.
وی همچنین در تیم ملی فوتبال زیر ۲۰ سال آلمان بازی کرده‌است.